# Південно-Східний адміністративний округ
Південно-Східний адміністративний округ (ПСАО) (рос. Юго-Восточный административный округ) — один з 12 округів Москви. Округ розташований на південному сході міста. У склад округа входить 12 районів.
По території Південно-Східного округу прокладено три лінії метро — Тагансько-Краснопресненська, Люблинсько-Дмитрівська і частково Калінінська лінія метро.